# Подверниха
 Подверниха  — село в Старошайговском районе Мордовии в составе  Новоакшинского сельского поселения.

## География
Находится на расстоянии примерно 12 километров по прямой на юго-восток от районного центра села Старое Шайгово.

## История
В 1869 году было учтено как  казенное село Инсарского уезда из 140 дворов. Михаило-Архангельская церковь (деревянная) была возведена в 1838 году, в начале XX века заменена на каменную Казанскую.

## Население
Постоянное население составляло 174 человек (русские 91%) в 2002 году, 151 в 2010 году .